# Nikos-Goumas-Stadion
Das Nikos-Goumas-Stadion, früher auch bekannt als Nea-Philadelphia-Stadion und AEK-Stadion, war ein Stadion in Nea Filadelfia, Athen. Das Stadion gehörte dem Fußballverein AEK Athen, der die Arena zur meisten Zeit zwischen 1930 und 2004 als Heimstätte nutzte. Nikos Goumas, Namensträger der Arena, war ein Vereinspräsident des AEK. Das Stadion wurde 1979 erweitert und in der Folge mit circa 35.000 Plätzen zum größten Fußballstadion der Stadt; 1998 wurde die Kapazität wieder gesenkt. Im Jahr 1999 zerstörte ein Erdbeben das Stadion teilweise, in dessen Folge der AEK die Stätte aufgab und zu Gunsten eines Neubaus abriss.

## Lage und Anbindung
Das Nikos-Goumas-Stadion war eine Sportstätte in Nea Filadelfia, sieben Kilometer nördlich des Athener Stadtzentrums. Das Stadion konnte mit dem Auto erreicht werden, indem man zur Fokon Street fuhr. Die Metro Linie 1 hielt zudem in Stadionnähe an der Haltestelle Perissos. Ansonsten war eine Anfahrt mit den Buslinien B8, A9 und B9 möglich, die eine Haltestelle an der Dekelias Street, in der Nähe des Fußballstadions, hatten.

## Geschichte
Das Stadion wurde 1930 gebaut und nach einem Vereinspräsidenten von AEK, Nikos Goumas, benannt: Er kümmerte sich um den Bau und einer Sanierung des Stadions. Zuvor war das Stadion als Nea-Philadelphia-Stadion beziehungsweise AEK-Stadion bekannt.
Bevor 1979 die doppelstufige Südtribüne gebaut wurde, die das Stadion zum größten Stadion Athens seiner Zeit machte, war die Arena hufeisenförmig. Die neue Tribüne, die auch als Skepasti (deutsch: überdacht) bekannt ist, etablierte sich zur Tribüne der AEK-Ultra-Fangruppe „Originals“. Die Stadionkapazität lag von 1979 bis 1998, als das Nikos-Goumas-Stadion zu einem reinen Sitzplatzstadion wurde, bei über 35.000 Zuschauern. Der Zuschauerrekord wurde 1981 im Spiel AEK Athen gegen Panathinaikos Athen mit einem Publikum von sogar 36.766 Menschen aufgestellt. Das Stadion wurde zwischen 1985 und 1987 von AEK nicht genutzt, da der Verein kurzzeitig seine Heimspiele im Olympiastadion Athen austrug.
Im September 1999 zerstörte ein Erdbeben weite Teile des Stadions und der AEK musste vorerst das Stadion verlassen, konnte dann aber ein Teil wiederverwenden. Zwar wurden weitere Reparaturarbeiten durchgeführt, es war aber gewiss, dass das Stadion in absehbarer Zeit dennoch aufgegeben werden musste. AEK plante daher am selben Ort ein neues Stadion zu bauen und das alte Stadion abzureißen. Sie präsentierten Pläne für einen neuen Multi-Sport-Komplex, konnten es jedoch nicht finanzieren.
Zwei Jahre später, nachdem das Geld aufgebracht werden konnte, wurde ein Neubau von der Verwaltung Nea Filadelfias untersagt, da die Umwelt durch den Bau geschädigt werden würde. Mitte 2003 wurde schließlich das Nikos-Goumas-Stadion abgerissen, der Bau eines neuen Stadions blieb jedoch aus.
Der Abriss des Stadions wird von AEK selbst als Teil der Saison 2003/04 beschrieben, die auch aus diesem Grund als eine der schlimmsten Spielzeiten des Vereins gesehen wird:

“The demolition of the Nikos Goumas stadium, the home of AEK F.C., took place in order for a new and modern stadium to be built in its place, which, until now, remains a dream.”

„Die Zerstörung des Nikos-Goumas-Stadions, die Heimat des AEK FC, erfolgte um ein neues und modernes Stadion an seiner Stelle zu bauen, welches, bis heute, ein Traum verbleibt.“

Nachdem AEK Athen das Nikos-Goumas-Stadion verlassen hatte, trug der Verein seine Heimspiele an unterschiedlichen Orten aus: Dem Apostolos-Nikolaidis-Stadion, den Stadien in Nea Smyrni und Tavros sowie im Yiannis-Pathiakakis-Stadion. Nach Ende der Olympischen Sommerspiele 2004 spielt der Verein wieder im Olympiastadion Spyridon Louis. Am 6. November 2013 gab der Verein bekannt, bis Ende 2015 in Nea Filadelfia ein neues Stadion unter dem Namen Agia-Sofia-Stadion errichten zu wollen. Das Stadion wurde schließlich 2022 fertiggestellt.